# Leuktry
Leuktry (Léuktra, dziś Parapungia) – miasto w Beocji, na południe od Tespiów, leżące na drodze do Platej, znane ze zwycięstwa jakie odniósł tam w roku 371 p.n.e. Epaminondas nad wojskami spartańskimi.